# اصلاحات گابو
اصلاحات گابو (انگلیسی: Gabo Reform) مجموعه ای از اصلاحات گسترده را که به دولت کره (کشور) پیشنهاد شده‌است، توصیف می‌کند، این اصلاحات از سال ۱۸۹۴ آغاز می‌شود و در سال ۱۸۹۶ در زمان حکومت گوجونگ کره پایان می‌یابد.